# Phasia ancora
Phasia ancora is een vliegensoort uit de familie van de sluipvliegen (Tachinidae). De wetenschappelijke naam van de soort is voor het eerst geldig gepubliceerd in 1824 door Meigen. De soort is mogelijk een synoniem van Ectophasia ancora.